# Loupio
Les Aventures de Loupio
Pour le Pokémon homonyme, voir Loupio.
Les Aventures de Loupio sont une série de bande dessinée créée par Jean-François Kieffer en 2001 et éditée par Edifa. Elles racontent les aventures d'un jeune troubadour, Loupio, dans l'environnement de saint François d'Assise. Cette série reçoit le prix de la BD chrétienne au festival d'Angoulême 2006.

## Synopsis
Loupio est le personnage principal et éponyme de la série. C'est un jeune orphelin qui vit en Italie au XIIIe siècle. Il fait la connaissance de François d'Assise quand celui-ci était en train de parler avec un loup. François d'Assise a alors dit au loup de s'occuper de Loupio. C'est ainsi que Loupio eut son nom et qu'il se lia d'amitié avec « Frère Loup ». Ses aventures de jeune troubadour le voient progresser en chrétien dans la joie et l'amour.

## Série
La série Loupio rencontre un succès qui ne se dément pas, et offre même, selon Gauthier Vaillant, « le meilleur exemple » de réussite dans le monde de la bande dessinée chrétienne, avec en janvier 2016 un total de 600 000 exemplaires vendus, presque quinze ans après le premier album. En octobre 2018, les dix premiers tomes ont été traduits en huit langues et vendus à 900 000 exemplaires.

## Personnages récurrents
- Loupio
- Joana
- Ugo
- Frère François
- Frère Loup

## Livres

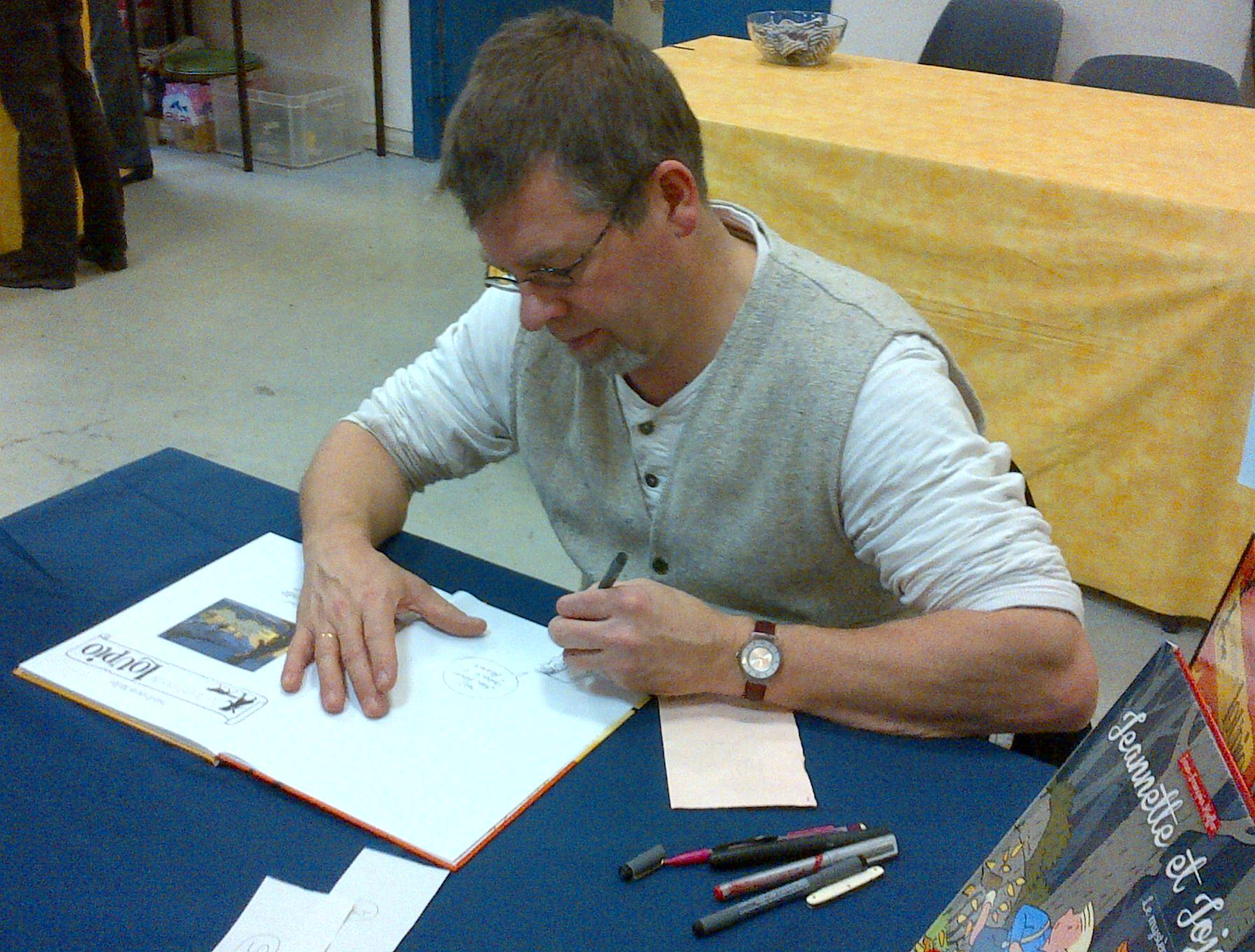
Jean-François Kieffer dédicaçant un album des aventures de Loupio

### Depuis 2001: série originale
La série compte douze volumes. Certains sont un recueil de différents histoires (les tomes 1, 2, 3, 5, 7, 9 et 11) ; d'autres sont de grandes aventures de Loupio (tomes 4, 6, 8 et 10). Dans tous les tomes, on peut aussi noter la présence de chansons, accompagnées des partitions.
1. La rencontre et autres récits, 2001  (ISBN 2-914-58000-2)
2. Les chasseurs et autres récits, 2002  (ISBN 2-914-58004-5)
3. L'auberge et autres récits, 2002  (ISBN 2-914-58011-8)
4. Le tournoi, 2004  (ISBN 2-914-58031-2)
5. Les deux îles, 2005  (ISBN 2-914-58064-9)
6. La caverne, 2006  (ISBN 978-2-914-58088-5)
7. Les faucons et autres récits, 2008  (ISBN 978-2-916-35037-0)
8. Le défi, 2010  (ISBN 978-2-9163-5076-9)
9. L'incendie et autres récits, 2012  (ISBN 978-2728915248)
10. Vers Jérusalem, 2014  (ISBN 978-2728919468)
11. Les Archers et autres récits, 2018  (ISBN 978-2728925049)
12. Les Bâtisseurs, 2021  (ISBN 978-2728930777)
13. L'héritier et autres récits 2024  (ISBN 9782728935123)

#### Tome 1 - La Rencontre et autres récits
Publié en septembre 2001
Aventures :
- La rencontre
- La croix
- Le luth
- Les rivaux
- Le mendiant
- L'oubliette
- La crèche

Chansons :
- La ballade de Loupio
- Le Noël de Loupio

#### Tome 2 - Les Chasseurs et autres récits
Paru en mars 2002
Aventures :
- Les chasseurs
- Joana
- Les trois perles
- Les pommes
- Le bonimenteur
- Les chiens

Chanson :
- La marche du baladin

#### Tome 3 - L'Auberge et autres récit
Paru en octobre 2002
Aventures :
- Le veilleur
- L'auberge
- Le torrent
- La brume
- L'ours
- Le bouffon

Chansons :
- Paquet de chiffons
- Le Cantiques des Créatures

#### Tome 4 - Le Tournoi
Paru en octobre 2003
Aventure :
- Le tournoi

Chanson :
- Nous sommes les loups

#### Tome 5 - Les Deux Îles et autres récits
Paru en octobre 2005
Aventures :
- Géraldo
- Les deux îles
- Trois pièces d'argent
- Le mage
- Le montreur de marionnettes
- La captive

Chanson :
- Mon ami François

#### Tome 6 - La Caverne
Paru en octobre 2006
Aventure :
- La caverne

Chanson :
- Les trois brigands

#### Tome 7 - Les Faucons et autres récits
Paru en octobre 2008
Aventures :
- Les loups
- Les faucons
- Le luthier
- Les tours
- Les bergers

Chansons :
- Mes amis les oiseaux
- Noël est arrivé

#### Tome 8 - Le Défi
Paru en septembre 2010
Aventure :
- Le défi

Chanson :
- Dame Providence

#### Tome 9 - L'Incendie et autres récits
Paru en novembre 2012
Aventures :
- La cape
- L'incendie
- Claire

Chanson :
- Claire

#### Tome 10 - Vers Jérusalem
Paru en octobre 2014

#### Tome 11 - les archers et autres récits
Paru en octobre 2018

#### Tome 12 - les bâtisseurs
Paru en octobre 2021

#### Tome 13 - L'héritier et autre récits
Paru en octobre 2024

### Depuis 2014: série dérivée
Le succès de Loupio a incité la création d'une seconde série, s'adressant aux plus jeunes, intitulée Les Contes Musicaux de Loupio, et parue chez les mêmes éditeurs.
1. L'enfant loup
2. Le Chapeau de Brunor
3. Le chien ronchon

## Produits dérivés
- Les chansons de Loupio, album de chansons, 2004  (EAN 3127080003251)
- La crèche de Loupio, 2006  (ISBN 978-2-914-58090-8)
- La crèche de Loupio, 2007  (ISBN 978-2-916-35023-3) (Ajout de 13 personnages et d'un CD de 3 chansons par rapport à la version de 2006)
- Les nouvelles chansons de Loupio, album de chansons, 2007  (EAN 312-7-080-00464-7)
- La chasse au vol, puzzle de 200 pièces, 2008  (EAN 312-7-080-00484-5)
- Le chemin de Compostelle : Le jeu de Loupio, jeu de société, 2009  (ISBN 978-2916350387)
- La légende de Loupio - Coffret anniversaire 10 ans, 2011
- Le tournoi des pages - un jeu de Loupio, 2013  (ISBN 9782728915491)

## Traductions
Les deux premiers épisodes ont été traduits en anglais et en breton par la maison d'édition.
Une version en allemand est publiée chez Patmos Vermag.